# Stadio Partenio-Adriano Lombardi
Het Stadio Partenio-Adriano Lombardi (afgekort Stadio Partenio) is een voetbalstadion in de Italiaanse stad Avellino. Het is de thuishaven van US Avellino en biedt plaats aan 26.000 toeschouwers. Het stadion werd geopend in 1973 en is vernoemd naar voormalig Avellino-speler Adriano Lombardi. In 1990 werd hier de tweede wedstrijd van de finale van de UEFA Cup gespeeld tussen ACF Fiorentina en Juventus FC. De wedstrijd eindigde in 0–0, maar Juventus won de beker omdat het in de eerste wedstrijd 3–1 gewonnen had.

## Interlands
Het stadion werd eenmaal gebruikt voor een thuiswedstrijd van het Italiaans voetbalelftal.
| 1 | 5 februari 1986 | Italië – West-Duitsland | 1 – 2 | Vriendschappelijk | 35.822 |